# کارل هاینریش اولریکس
کارل هاینریش اولریکس (آلمانی: Karl Heinrich Ulrichs؛ ۲۸ اوت ۱۸۲۵ – ۱۴ ژوئیهٔ ۱۸۹۵) نویسنده اهل کشور آلمان بود. وی اکنون پیشگام جنبش حقوق همجنسگرایان مرد زمان حاضر به شمار می‌رود.

## اوایل زندگی
وی در شهر آوریش زاده شد که جزو پادشاهی هانوور بود و هم‌اکنون در کشور آلمان قرار دارد. وی به یاد می‌آورد هنگامی که کودک بود، لباس دختران را امتحان می‌کرد و ترجیح می‌داد که با دختران بازی کند. او دلش می‌خواست که دختر باشد. نخستین تجربهٔ همجنسگرایانهٔ وی در سال ۱۸۳۹ و در سن ۱۴ سالگی روی داد که با مربی سوارکاریش رابطهٔ جنسی مختصری را برقرار کرد. او در سال ۱۸۴۶ در زمینهٔ حقوق و الهیات از دانشگاه گوتینگن فارغ‌التحصیل شد. از سال ۱۸۴۶ تا ۱۸۴۸ در زمینهٔ تاریخ در دانشگاه هومبولت برلین تحصیل کرد. یک رساله نیز به زبان لاتین دربارهٔ پیمان وستفالی نوشت.
از سال ۱۸۴۹ تا ۱۸۵۷ به عنوان مشاور قضایی رسمی برای دادگاه ناحیهٔ هیلدس‌هایم در پادشاهی هانوور کار کرد. زمانی که همجنسگرایی اش آشکار شد، او را از مقامش برکنار کردند.